# Jasseron
Jasseron is een gemeente in het Franse departement Ain (regio Auvergne-Rhône-Alpes). Jasseron telde op 1 januari 2022 1.900 inwoners. 

## Geografie
De oppervlakte van Jasseron bedraagt 18,93 km², de bevolkingsdichtheid is 94 inwoners per km² (per 1 januari 2019).
De onderstaande kaart toont de ligging van Jasseron met de belangrijkste infrastructuur en aangrenzende gemeenten.

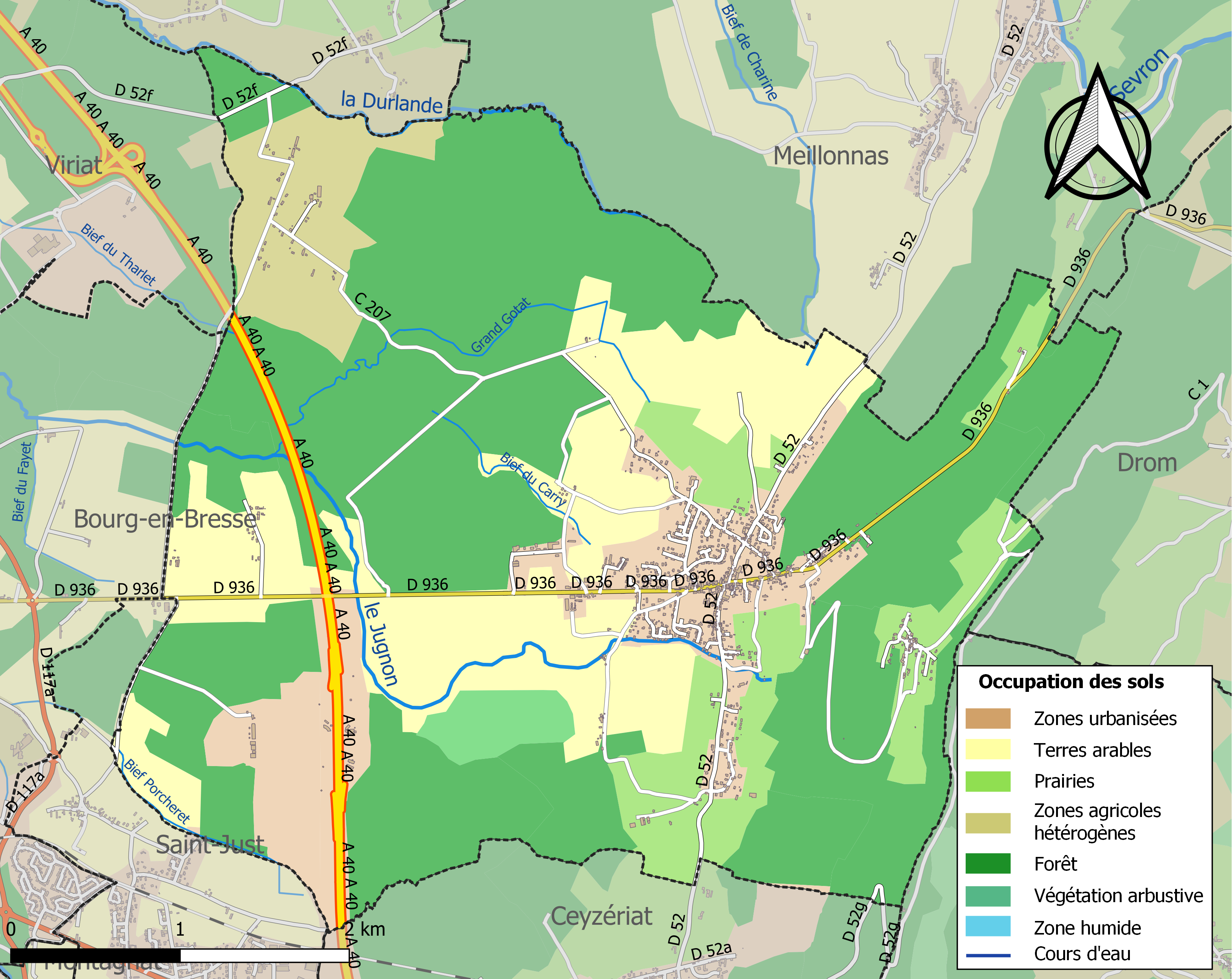

## Demografie
Onderstaande figuur toont het verloop van het inwoneraantal van Jasseron vanaf 1962. De cijfers zijn afkomstig van het Frans bureau voor statistiek en bevatten geen dubbel getelde personen (volgens de gehanteerde definitie population sans doubles comptes).
Vanwege een beveiligingsprobleem met de MediaWiki Graph-software is het momenteel niet mogelijk deze grafiek weer te geven. Zodra de software is bijgewerkt zal de grafiek vanzelf weer zichtbaar worden.